# 東佑三
東 佑三（ひがし ゆうぞう、1985年6月22日 - ）は、山口県周南市出身の元ハンドボール選手。2020年から女子実業団チーム・山口銀行YMGUTSの監督。
実兄はハンドボール選手の東慶一。

## 経歴
周南市立住吉中学校、山口県立下松工業高等学校、大阪体育大学を経て、2008年1月に日本ハンドボールリーグの大崎電気へ加入。背番号は「22」。同年2月24日の北陸電力戦で初出場を果たした。
2008-09年シーズンはリーグトップの7mスロー阻止率（.435）を記録した。
2009-10年シーズンから背番号を「12」へ変更。
2012年に第17回ヒロシマ国際ハンドボール大会の日本代表に選出された。
2014-15年シーズンから背番号を「1」へ変更。
2019-20シーズン限りで現役引退し、地元山口県周南市を拠点に活動する女子ハンドボールチーム・山口銀行YMGUTSの監督に就任した。

## 詳細情報

### 年度別成績
| 年        | チーム    | 試合 | FS 阻止 | 率   | 7m 阻止 | 率   |
| --------- | --------- | ---- | ------- | ---- | ------- | ---- |
| 2007-08   | 大崎電気  | 1    | -       | -    | 1/2     | .500 |
| 2008-09   | 大崎電気  | 7    | -       | -    | 10/23   | .435 |
| 2009-10   | 大崎電気  | 9    | -       | -    | 7/19    | .368 |
| 2010-11   | 大崎電気  | 6    | -       | -    | 1/11    | .091 |
| 2011-12   | 大崎電気  | 7    | -       | -    | 3/10    | .300 |
| 2012-13   | 大崎電気  | 7    | 29/76   | .382 | 3/8     | .375 |
| 2013-14   | 大崎電気  | 3    | 27/67   | .403 | 1/3     | .333 |
| 2014-15   | 大崎電気  | 16   | 8/19    | .421 | 2/12    | .167 |
| 2015-16   | 大崎電気  | 10   | 33/73   | .452 | 3/10    | .300 |
| 2016-17   | 大崎電気  | 7    | 7/28    | .250 | 0/1     | .000 |
| 2017-18   | 大崎電気  | 14   | 41/124  | .331 | 4/9     | .444 |
| 2018-19   | 大崎電気  | 11   | 12/37   | .324 | 1/10    | .100 |
| JHL：12年 | JHL：12年 | 98   | -       | -    | 36/118  | .305 |

- 各年度の太字はリーグ最高
- 2011-12年シーズン以前はシュート阻止数の公式記録がないため省略

### タイトル・表彰
- 7mスロー阻止率賞：1回 (2008年)

### 背番号
- 22 (2008年 - 2009年)
- 12 (2009年 - 2014年)
- 1 (2014年 - )